# Aichryson porphyrogennetos
Aichryson porphyrogennetos és una espècie de planta del gènere Aichryson de la família de les Crassulaceae.

## Taxonomia
Aichryson porphyrogennetos Bolle va ser descrita per Carl (Karl) Augus Bolle i publicada a Bonplandia 7: 243. 1859.
Etimologia
- porphyrogennetos : epítet de la paraula grega πορφυρογέννητος, que significa 'nascut en la porpra', designació del fill de l'emperador.[2]